# Ablerus plinii
Ablerus plinii är en stekelart som beskrevs av Girault 1929. Ablerus plinii ingår i släktet Ablerus och familjen växtlussteklar. Inga underarter finns listade i Catalogue of Life.